# Пироги (село)

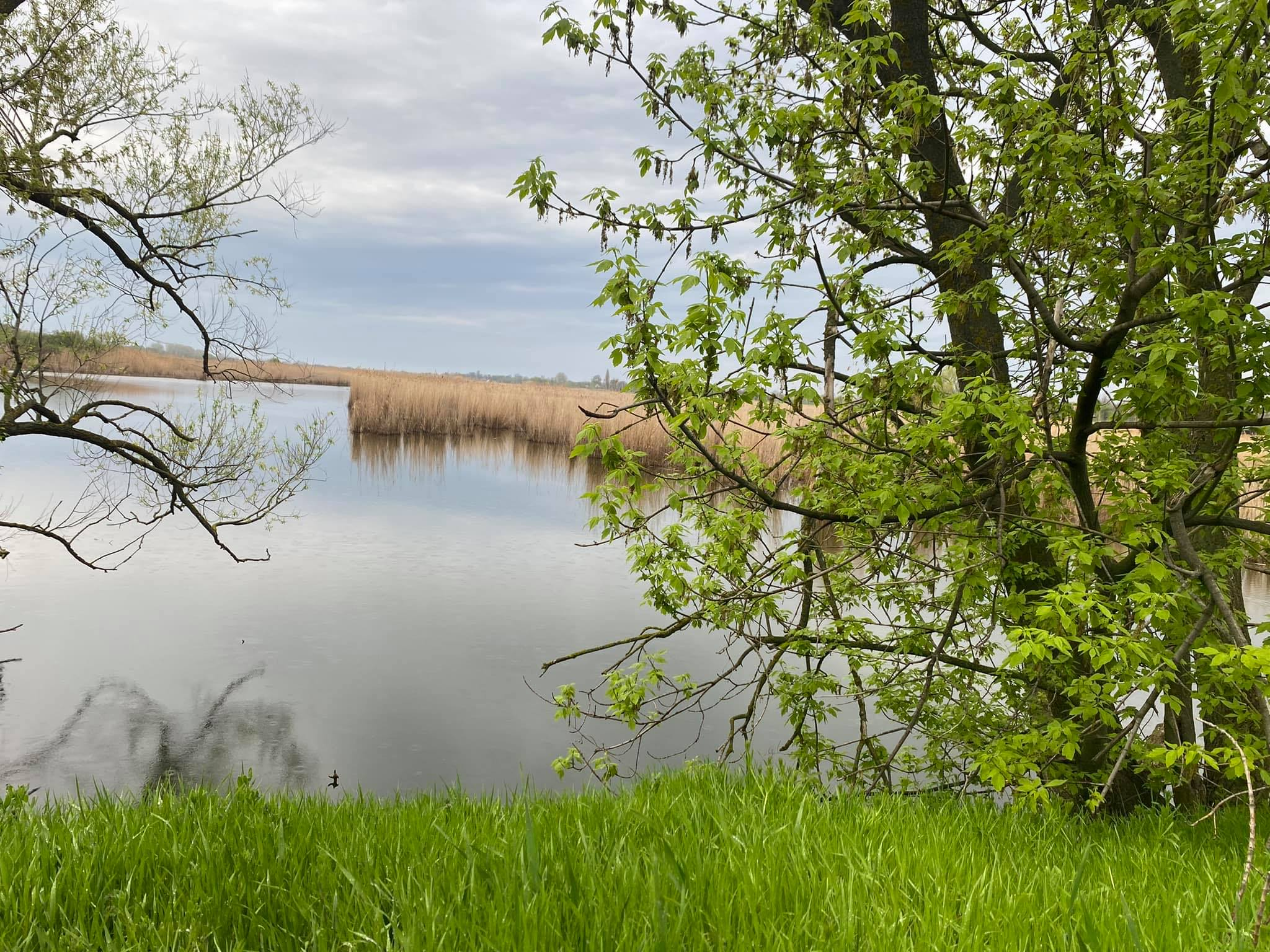

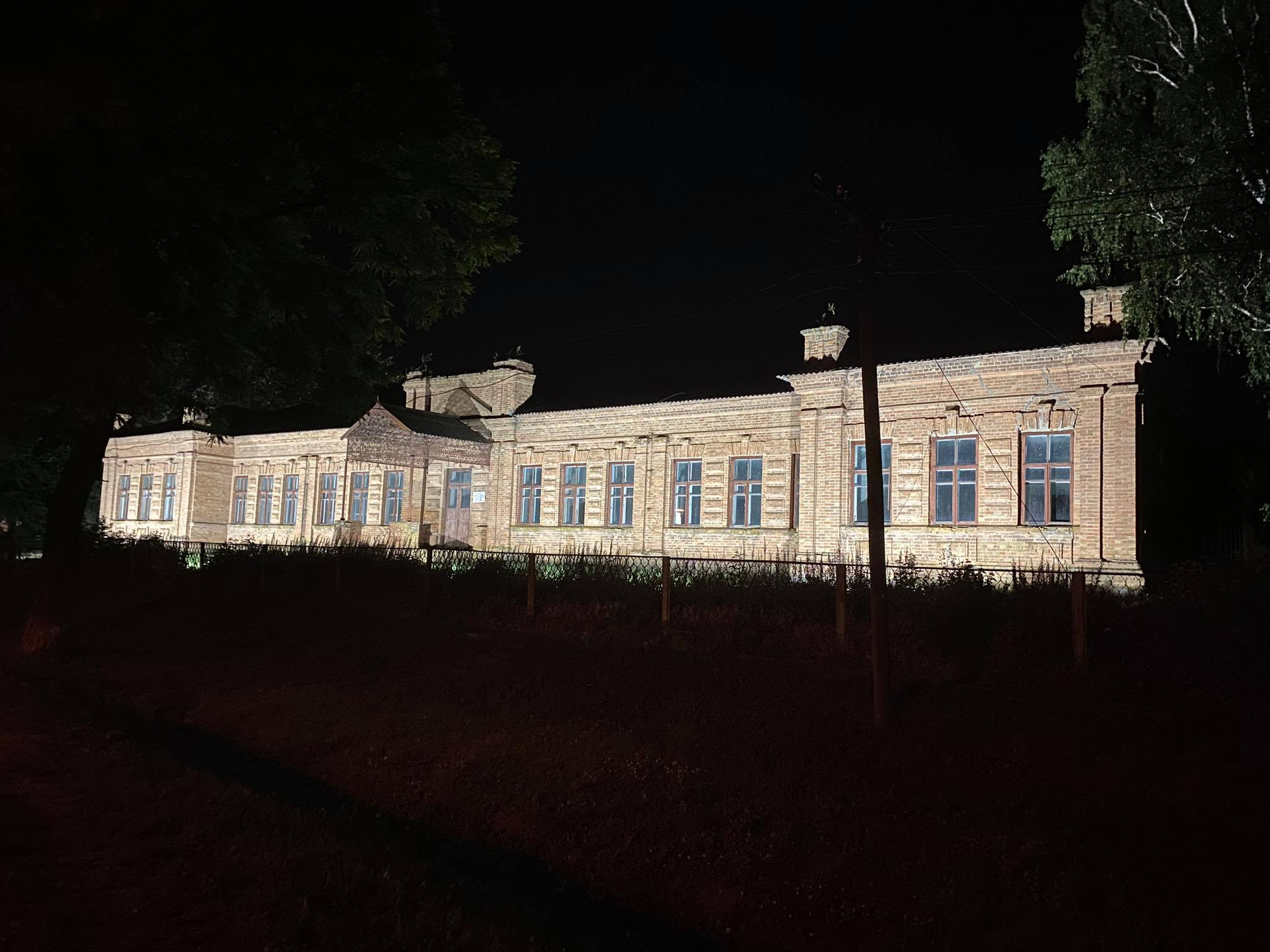
Пирогівське вище початкове училище

Пироги́ — село в Україні, у Глобинській міській громаді Кременчуцького району Полтавської області. Населення села на 1 січня 2020 року становить 594 особи.

## Географія
Село розташоване за 41 км від районного центру міста Кременчук та за 11 км від залізничної станції Глобине на березі річки Сухий Кагамлик. Вище за течією примикає село Опришки, нижче за течією примикає село Яроші. На річці кілька ставків. Через село проходить автомобільна дорога Т 1716.

## Історія

### Заснувати
Село Пироги виникло десь наприкінці XV — на початку XVI століття. Назва села пішла від прізвища козака Пирога, який першим поселився у цих місцях на високому правому березі річки Сухий Кагамлик. Річка тут була глибокою (до 8 метрів), з високими берегами, на яких росли великі дуби.
Старожили пригадують, що у ті часи можна було запливти сюди човнами та невеликими суднами із Дніпра — річка Сухий Кагамлик не була перегороджена греблями ні в Ярошах, ні в Устимівці, ні у Погребах, ні в інших селах вниз за течією. З роками русло річки обміліло, пересохло, заросло травою та густим очеретом.
Перші поселенці у цих краях були втікачі з правобережної України — козаки (вільні люди).

### Російська імперія
Розташоване на тракті, що сполучав Ромодан з Кременчуком, село Пироги мало важливе і вигідне для себе географічне положення. Цей чумацький шлях, який пролягав з півночі на південь, у народі називали Ромоданівським шляхом, або просто «Ромоданом». До появи залізниці це був один із найважливіших шляхів, які сполучали центр Росії, зокрема, Петербург з Кримом, південними регіонами України і Бессарабії.
У 1843 році село Пироги відвідали проїздом Тарас Шевченко та Євген Гребінка.
Після скасування кріпосного права село Пироги стало волосним центром. Пироги мали мирового суддю та урядника.
У 1857 році у центрі села була збудована дерев'яна Георгіївська церква на мурованому фундаменті. (До того часу у селі Пироги діяла дерев'яна Георгіївська церква, яка була збудована ще до 1742 року.)
На березі річки видобували глину — тут діяв невеликий цегельний завод.
Станом на 1885 рік у колишньому державному та власницькому селі Пирогівської волості Кременчуцького повіту Полтавської губернії мешкало 1100 осіб, 189 дворових господарств, існували школа, 2 постоялих будинки, 3 лавки, 18 вітряних млинів і маслобойний завод, щороку 23 квітня відбувався ярмарок. За 7 верст — цегельний завод.
За переписом 1897 року кількість мешканців зросла до 1688 осіб (853 чоловічої статі та 835 — жіночої), з яких 1657 — православної віри.
Для того, щоб дістатися до Глобиного, жителі сіл Пироги, Бориси та навколишніх хуторів користувалися ґрунтовою дорогою, яка пролягала через село Пироги (і далі — на Черевані) і називалася «стовповою». Понад цією дорогою і зараз стоять телеграфні стовпи.
У селі Пироги Кременчуцького повіту діяло міністерське двокласне училище з 5-річним терміном навчання, у якому за станом на 1 січня 1896 року навчалося 112 хлопчиків та 12 дівчаток.
Крім міністерського двокласного училища на території села Пироги знаходилися церковно-парафіяльна школа (при церкві Георгія Побєдоносця) та земська школа.
У 1910 році було відкрито міське 4-класне училище, у якому 6 учителів навчали 136 учнів. У 1913 році воно змінило свій статус — було перетворене у вище початкове училище, у якому вже навчалося 170 учнів.
У 1900 році у Пирогівській волості проживало 9428 осіб (4605 осіб чоловічої статі та 4823 особи жіночої статі), нараховувалося кілька сотень козацьких дворів, діяв один ярмарок. До Пирогів належали хутори: Балакланове, Гнойове, Дегтяреве, Здорикове, Зінченкове, Макайдине, Торубарине, Череваніве, Шепелявщина. У Пирогах та його хуторах проживало 1508 осіб (734 особи чоловічої статі та 774 особи жіночої статі), було 205 козацьких дворів.
До революції 1917 року у селі Пироги знаходилися волосне управління з телефонним зв'язком до повітового Кременчука, пошта, акушерський пункт, позикоощадне товариство, представництво страхового товариства, а також чотири торгові лавки (крамниці), три із них — єврейські.

### Визвольні змагання
У час відродження української державності, після того, як Центральна Рада проголосила створення Української Народної Республіки, Генеральний Секретар Освіти Іван Стешенко ухвалив рішення про заснування у селі Пироги Першої Української Гімназії Кременчуцького Повіту, яка повинна була забезпечувати «широкий розквій таланту української молоді і юнацтва».
У роки громадянської війни у приміщенні колишнього вищого початкового училища розмістився Пирогівський учительський інститут.

### Радянська влада
У роки «соціалістичних перетворень на селі» рішенням загальних зборів селян у куркулів (які обробляли десятки десятин землі, мали багато коней, худоби, реманенту) було конфісковано майно, частина їх була вислана за межі України.
30 січня 1930 року у Пирогах на зборах селян було прийняте рішення про створення у селі сільськогосподарської артілі. Організаторами колгоспу були комуністи, комнезамівці (члени комітету незаможніх селян), селяни-бідняки. До новоутвореного колгоспу, якому було присвоєно ім'я К. Є. Ворошилова. вступило понад 200 селян.
Навесні 1930 року жінки розібрали по дворах усуспільнених раніше коней та корів; окремі селяни вийшли з колгоспу.
Влітку 1930 року у селі було створено ще одну сільськогосподарську артіль — «Нове життя». Крім того, були організовані невеликі СОЗи (товариства зі спільної обробки землі) — імені Першого травня та «Червоний лан». У 1931 році артіль «Нове життя» і СОЗи об'єднали в один колгосп «Нове життя».

### Голодомор та репресії
Під час Голодомору 1932—1933 років у Пирогах та Ярошах померло з голоду кілька сотень селян — люди вмирали вулицями, сім'ями; траплялися випадки людоїдства.
У 1937 році були заарештовані і репресовані десятеро жителів сіл Пироги і Яроші — Особлива трійка УНКВС звинуватила їх у належності до «підпільної контрреволюційної військово-повстанської білогвардійської організації», яка нібито діяла на території Глобинського району (стаття 54 Кримінального Кодексу УРСР — «антирадянська агітація»).
У 1939 році відбувся перший випуск 10 класу Пирогівської середньої школи. (До війни у цій школі навчалися учні із сіл Бориси і Опришки, Устимівка і Бабичівка.

### Радянсько-німецька війна
Після початку війни доросле чоловіче населення села Пироги і навколишніх сіл було мобілізоване на фронт. Жіноче населення сіл Пироги і Яроші, як і інших сіл Глобинського району, вивозили копати протитанкові окопи на лівому березі Дніпра.
12 вересня 1941 року основні сили німецької 17-ї армії і 1-ї танкової групи генерал-полковника Клейста групи армій «Південь» прорвали оборону і, розгромивши у Ярошах і Пирогах обоз 297-ї стрілецької дивізії, попрямували на північ, до Хоролу.
У роки німецької окупації із села Пироги до нацистської Німеччини на роботи були насильно вивезені 149 юнаків та дівчат. До Німеччини вивезли також колишніх радянських військовопо-лонених, які проживали у хатах селян.
26 вересня 1943 року у село Пироги увійшли радянські війська — 80-та гвардійська стрілецька дивізія 21-го гвардійського стрілецького корпусу 4-ї гвардійської армії Воронезького фронту.
У боях загинули Герой Радянського Союзу старший лейтенант Василь Борисенко, старший лейтенант Яків Торубара та лейтенант Василь Черевань. (До списку полеглих воїнів у роки Радянсько-німецької війни «Книги Пам'яті», який зачитують під час святкування Дня Перемоги, внесено імена та прізвища 196 жителів села Пироги та 77 жителів села Яроші, а також 53 військовослужбовців 342-го окремого медсанбатальйону 297-ї стрілецької дивізії та важкопоранених, які загинули у селах Пироги та Яроші у 1941 році.)

### Повоєнні часи
У 1951 році у спаленому приміщенні школи було відбудовано шість класних кімнат.
У 1962 році правління колгоспу для освітлення села придбало дизельну установку. Освітлення було подано. Пізніше, після введення в експлуатацію Кременчуцької ГЕС, школа була підключена до державної електромережі.
У 1976 році було збудоване приміщення нової школи на 250 місць.

### Незалежна Україна
2013 року почалася будова Свято-Георгіївського храму, у серпні 2016-го архієпископ Полтавський і Кременчуцький Федір звершив чин освячення.
12 червня 2020 року, відповідно до розпорядження Кабінету Міністрів України № 721-р «Про визначення адміністративних центрів та затвердження територій територіальних громад Полтавської області», село увійшло до складу Глобинської міської громади.
19 липня 2020 року, в результаті адміністративно - територіальної реформи та ліквідації Глобинського району, село увійшло до складу новоутвореного Кременчуцького району.

## Населення
Кількість населення у селі змінювалась наступним чином:
| 1885 | 1897 | 1900  | 2001 | 2011 | 2020 |
| ---- | ---- | ----- | ---- | ---- | ---- |
| 1100 | 1688 | 1508* | 877  | 816  | 594  |
|      | ▲    | ▼     | ▼    | ▼    |      |

▲
*з прилеглими хуторами

### Мова
Розподіл населення за рідною мовою за даними перепису 2001 року:
| Мова            | Кількість | Відсоток |
| --------------- | --------- | -------- |
| українська      | 860       | 98.06%   |
| російська       | 15        | 1.72%    |
| білоруська      | 1         | 0.11%    |
| інші/не вказали | 1         | 0.11%    |
| Усього          | 877       | 100%     |

## Інфраструктура
Село газифіковане, наявне централізоване водопостачання. На території села розташовані:
- Пирогівська загальноосвітня школа І — ІІІ ступенів
- Пирогівський фельдшерсько-акушерський пункт
- бібліотека
- Пирогівський дитячий дошкільний заклад «Казка»

## Пам'ятки
У центрі сіл Пироги ту 1956 році вставлено пам'ятник воїнам Радянської армії і воїнам односельцям, які загинули у роки Радянсько-німецької війни.

## Особистості
- Борисенко Василь Павлович — Герой Радянського Союзу[8]
- Гудим Віктор Іванович — український поет, 1937 року репресований та розстріляний.
- Гордієнко Григорій (Юрій) Петрович — громадсько-політичний діяч, педагог, військовий урядовець, помічник начальника інспекторського відділу Генерального військового комітету Центральної Ради.